# Mariä Reinigung (Steinheim)

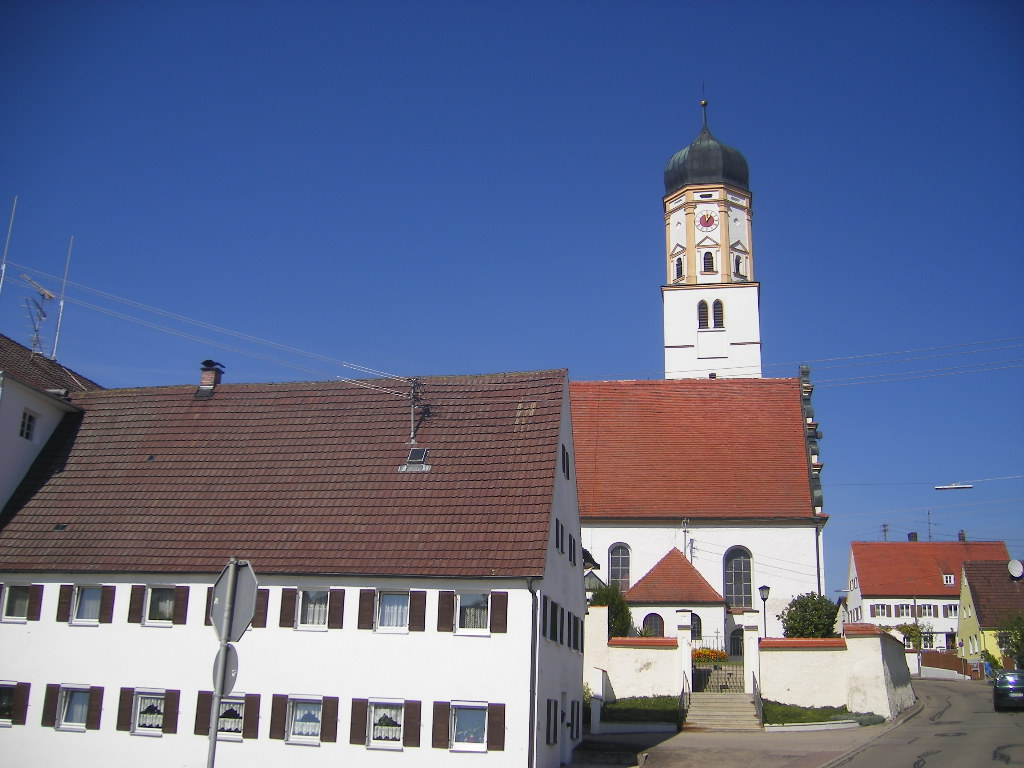
Pfarrkirche Mariä Reinigung

Die katholische Pfarrkirche Mariä Reinigung in Steinheim, einem Stadtteil von Dillingen an der Donau im bayerischen Regierungsbezirk Schwaben, weist noch Bauteile aus der Zeit um 1200 auf. Nach mehreren Umbauten und Erweiterungen wurde sie 1775 letztmals vergrößert. Aus dieser Zeit stammt die Ausstattung im Stil des Rokoko mit reichem Stuckdekor und Skulpturen des Dillinger Bildhauers Johann Michael Fischer. Die Altarbilder und Deckenfresken führte Matthäus Günther aus. Die Kirche liegt in der Mitte des Dorfes und ist von einem ummauerten Friedhof umgeben. Das Gebäude gehört zu den geschützten Baudenkmälern in Bayern.

## Geschichte
Steinheim wurde erstmals 1135 in einer Schenkungsurkunde schriftlich erwähnt, als das 1118 von Markgraf Diepold III. von Vohburg gegründete Benediktinerkloster Reichenbach mit Gütern in Steinheim ausgestattet wurde. Dieser Besitz, zu dem auch die Kirche gehörte, wurde 1182 dem Kloster durch den Kaiser bestätigt. Für die Verwaltung seiner entlegenen Güter richtete das Kloster Reichenbach in Steinheim eine Propstei ein. 1556 schloss sich Steinheim wie das Kloster Reichenbach der Reformation an und war bis 1616 protestantisch. Im Zuge der Gegenreformation kam Steinheim in den Besitz des Hochstifts Augsburg, zu dem es bis zur Säkularisation gehörte.
Eine erste Kirche, von der noch das untere Geschoss des Turmes und Teile der Südwand des Langhauses erhalten sind, wurde wohl um 1200 errichtet. Für 1507 ist ein Umbauplan belegt, der eine Erweiterung des Chors und eine Erhöhung des Turms um zwei Geschosse vorsah. 1689 wurden nach Beschädigungen durch einen Blitzeinschlag zwei Oktogongeschosse auf den Turm aufgesetzt. Wie aus Rechnungen im Pfarrarchiv zu schließen ist, wurden 1713 die Nordwand des Langhauses und der Ostgiebel von Matthias Rothmüller errichtet und wohl auch die beiden Sakristeigebäude zwischen Turm und Ostwand bzw. an die Südseite angebaut. 1765 wurde die Turmhaube nach einem Sturmschaden durch Bernhard Dignus erneuert und 1775 wurde die Kirche durch Joseph Feistle und Georg Bozenhard nach Plänen von Franz Xaver Kleinhans um sieben Meter nach Westen verlängert. Es wird angenommen, dass dabei auch die Mauern erhöht und die Fenster vergrößert wurden.

## Patrozinium
Die Pfarrkirche von Steinheim war vermutlich zunächst dem Erzengel Michael geweiht. Im späten Mittelalter wurden die Apostel Petrus und Paulus als Patrone der Kirche verehrt. Unter dem Einfluss einer Marienbruderschaft verdrängte das Patrozinium Mariä Reinigung (auch Mariä Lichtmess genannt) in der Barockzeit die bisherigen Patrone. An Mariä Lichtmess wird dem Reinigungsopfer Marias und der Darbringung Jesu im Tempel gedacht, die nach der jüdischen Tradition am 40. Tag nach der Geburt eines Knaben vorgeschrieben waren.

## Architektur

### Außenbau
Im nördlichen Chorwinkel erhebt sich der achtgeschossige, mit einer Zwiebelhaube gedeckte Turm, dessen untere sechs quadratische Stockwerke durch Gesimse gegliedert sind. Die vier unteren Geschosse des Turmes mit zwei Meter starkem Mauerwerk sind aus Kalksteinquader errichtet, die oberen Geschosse und das Langhaus aus Quader- und Bruchsteinmauerwerk.
Der Ostgiebel ist mit Schneckenvoluten gestaltet und durch vier ausgeprägte Gesimse unterteilt. Fünf Vierpass- und zwei Korbbogenfenster durchbrechen die Fassade. In der Mitte des dritten Gesimses ist ein Aufzugbalken erhalten, am obersten Giebelfeld ist die Jahreszahl 1713 angebracht.

### Innenraum

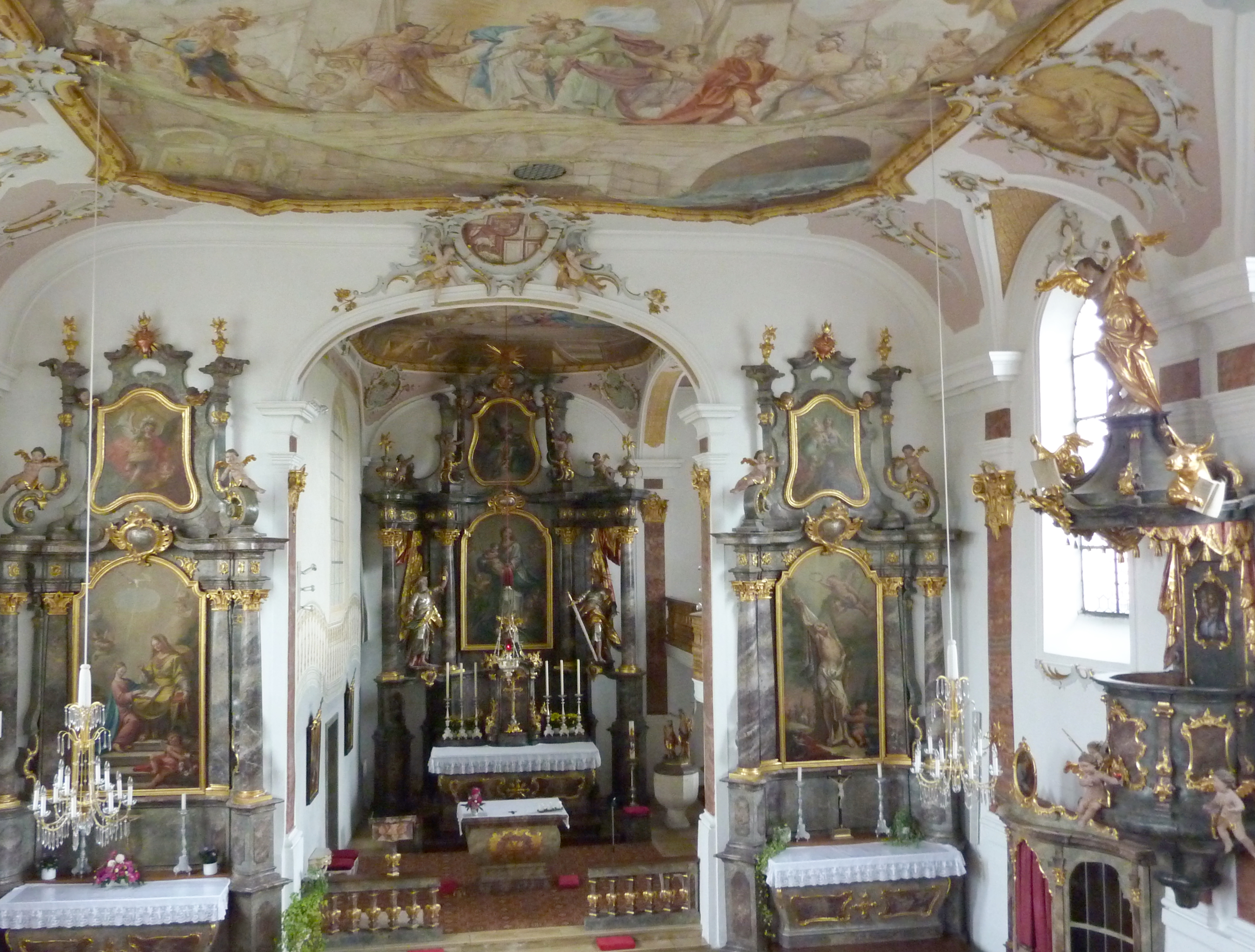
Innenansicht mit Blick zum Chor

Der einschiffige Kirchenraum ist in fünf Achsen unterteilt. An den korbbogigen Chorbogen schließt sich ein eingezogener, gerade geschlossener Chor an, der von einem Muldengewölbe über Hängezwickeln überspannt wird. Die Südseite des Chores ist in ganzer Breite zu einem Anbau mit Empore geöffnet.
Das Langhaus ist mit einer Flachdecke über einer Hohlkehle gedeckt, mit Stichkappen über den Fenstern. Die Wände werden durch Pilaster mit reich verzierten Kapitellen gegliedert. Den westlichen Abschluss bildet eine Doppelempore, die obere Empore trägt den Orgelprospekt.

## Stuck und Deckenbilder
Der Stuckdekor mit Muschelwerk und Kartuschen wurde 1775/76 von Bartholomäus Hoiß ausgeführt. Fresken und Fenster sind von stuckierten Profilrahmen eingefasst. Eine Kartusche über dem Chorbogen, die von zwei Engeln gehalten wird, trägt das Wappen von Clemens Wenzeslaus von Sachsen, des letzten Fürstbischofs von Augsburg.
Die Deckenbilder stammen von 1776 und wurden von Matthäus Günther, dem Direktor der Reichsstädtischen Kunstakademie Augsburg, geschaffen. Auf dem Deckenfresko des Langhauses wird über der Orgelempore der erste Patron der Kirche, der Erzengel Michael im Kampf gegen Luzifer dargestellt. Thema der gegenüberliegenden Szene in Richtung Chor ist die Gefangennahme der früheren Patrone Petrus und Paulus. Die seitlichen Szenen zeigen ihr Martyrium: Petrus wird mit dem Kopf nach unten gekreuzigt und Paulus wird enthauptet. In der Mitte des Langhausfreskos wird Maria mit dem Jesuskind im Arm und auf Wolken stehend dargestellt, neben ihr Petrus und Paulus. In der südwestlichen Ecke befindet sich die Signatur des Malers: „M. Gündter pinxit“ (M. Gündter hat es gemalt). In den Gewölbezwickeln sind in gelben Farbtönen die vier abendländischen Kirchenväter Ambrosius, Augustinus, Hieronymus und Papst Gregor I. dargestellt.
Das Deckenfresko über dem Chorraum ist dem heutigen Patrozinium der Kirche gewidmet und hat die Darstellung des Herrn zum Thema. Maria und Josef bringen Jesus in den Tempel, der von Simeon in die Arme genommen wird. Die Prophetin Hanna beugt sich über das Kind.

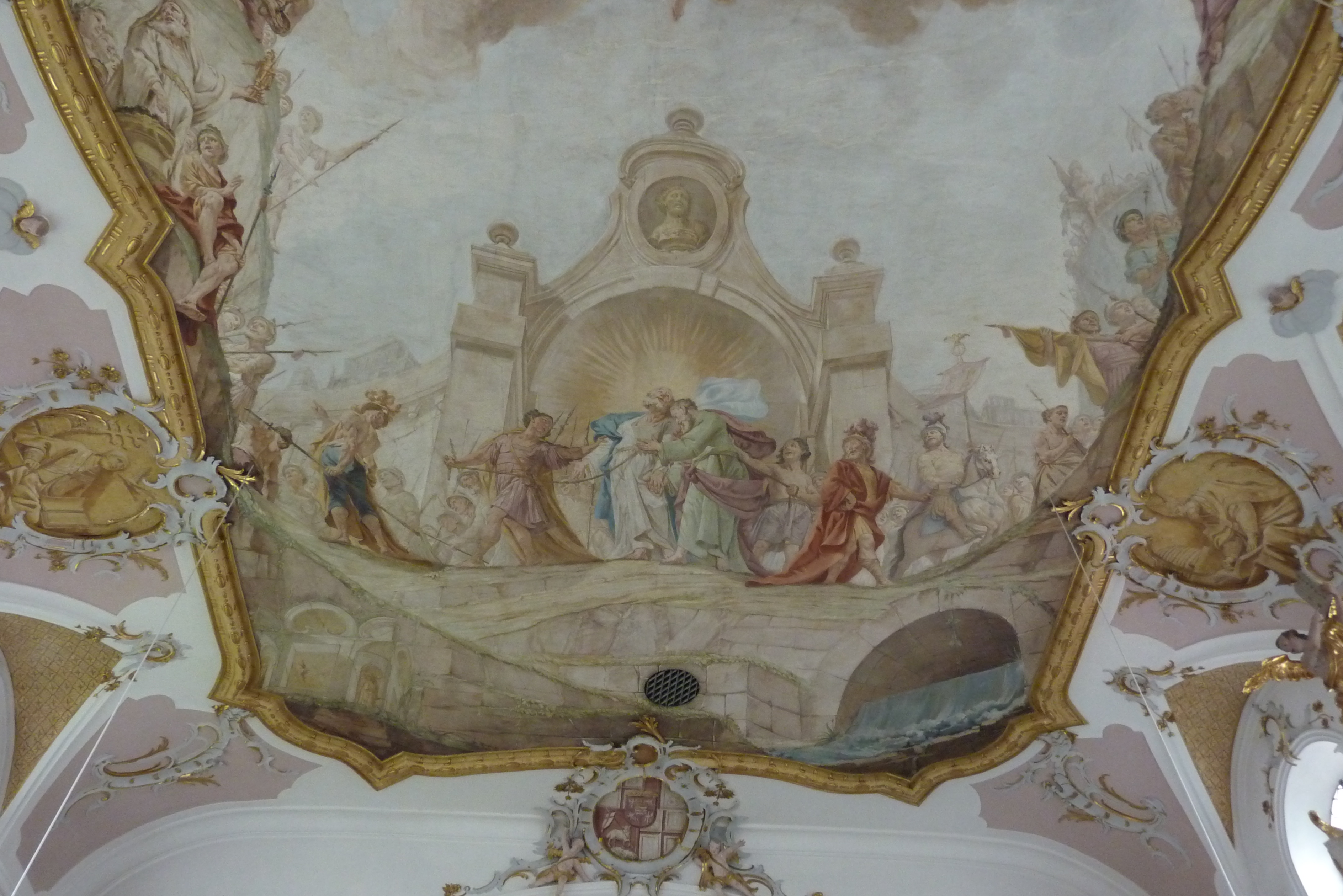
Gefangennahme der Apostel Petrus und Paulus, darunter das Wappen des Augsburger Fürstbischofs Clemens Wenzeslaus von Sachsen
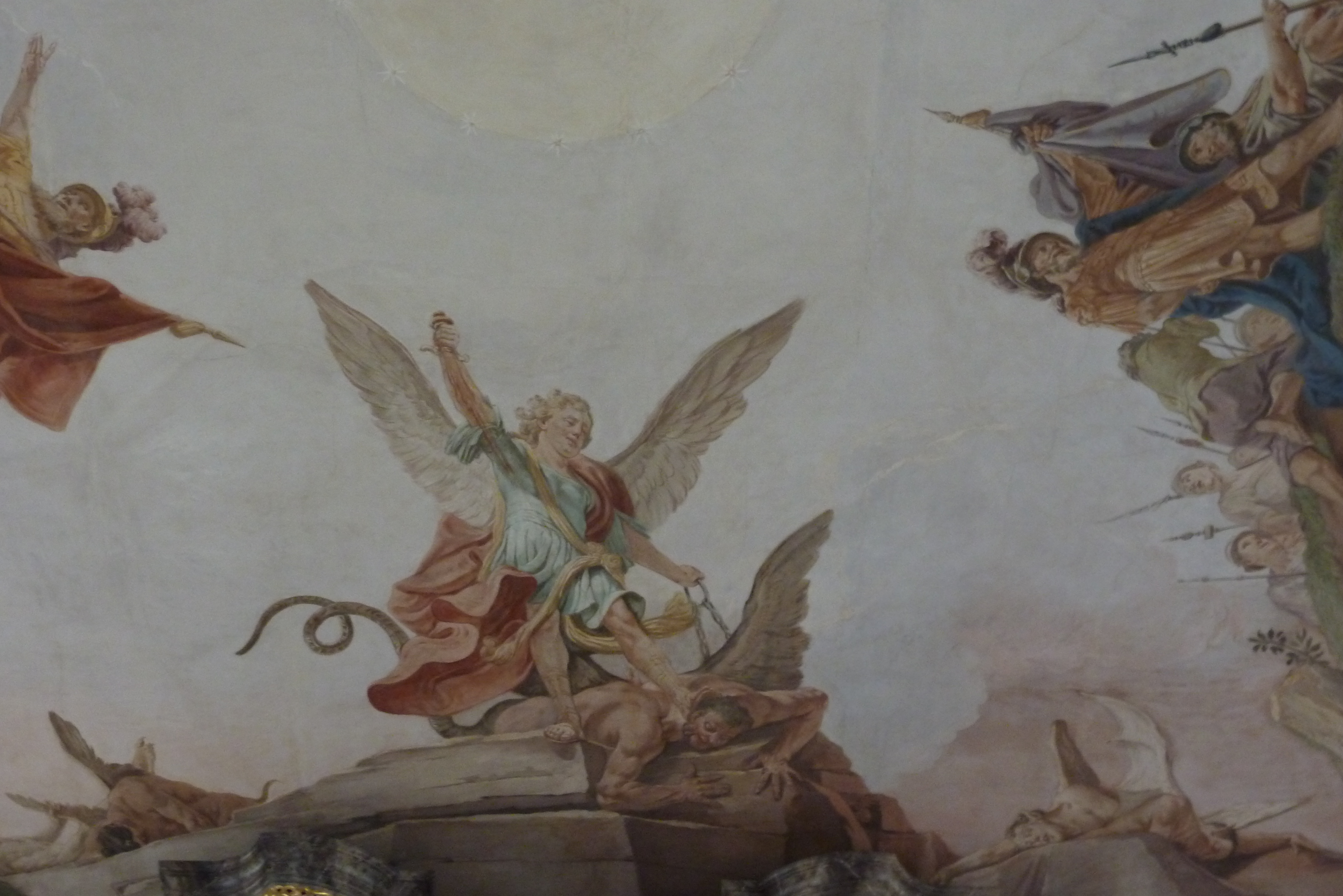
Kampf des Erzengels Michael mit Luzifer

## Ausstattung
- Haupt- und Seitenaltäre stammen von 1776/77. Das Hochaltarbild von Matthäus Günther stellt eine Mondsichelmadonna dar, „mit der Sonne bekleidet, den Mond unter ihren Füßen, einen Kranz von zwölf Sternen auf ihrem Haupt“, wie sie in der Offenbarung des Johannes beschrieben wird. Die beiden Skulpturen, Petrus mit seinen Schlüsseln und Paulus durch sein Schwert gekennzeichnet, sind Werke von Johann Michael Fischer. Auf dem linken Altarbild ist die Unterweisung Mariens dargestellt, bei der Maria von ihrer Mutter, der heiligen Anna, in der Bibel unterwiesen wird. Das rechte Altarbild zeigt das Martyrium des heiligen Sebastian.
- Die Kanzel wurde 1776 mit Skulpturen von Johann Michael Fischer angefertigt. Auf dem Schalldeckel sind die vier Evangelisten durch ihre Symbole vertreten. Bekrönt wird er von einem Engel mit Gesetzestafeln. Am unteren Rand der Kanzel sitzen Engelsputten mit den Attributen für Glaube (Kreuz), Liebe (Herz), Hoffnung (Anker).
- Das Taufbecken, ein polygonal gebrochener Kelch aus Kalkstein auf pyramidenförmigem Fuß, stammt aus dem frühen 16. Jahrhundert. Die Schnitzgruppe der Taufe Jesu auf dem Holzdeckel wurde 1776 von Johann Michael Fischer geschaffen.

## Orgel

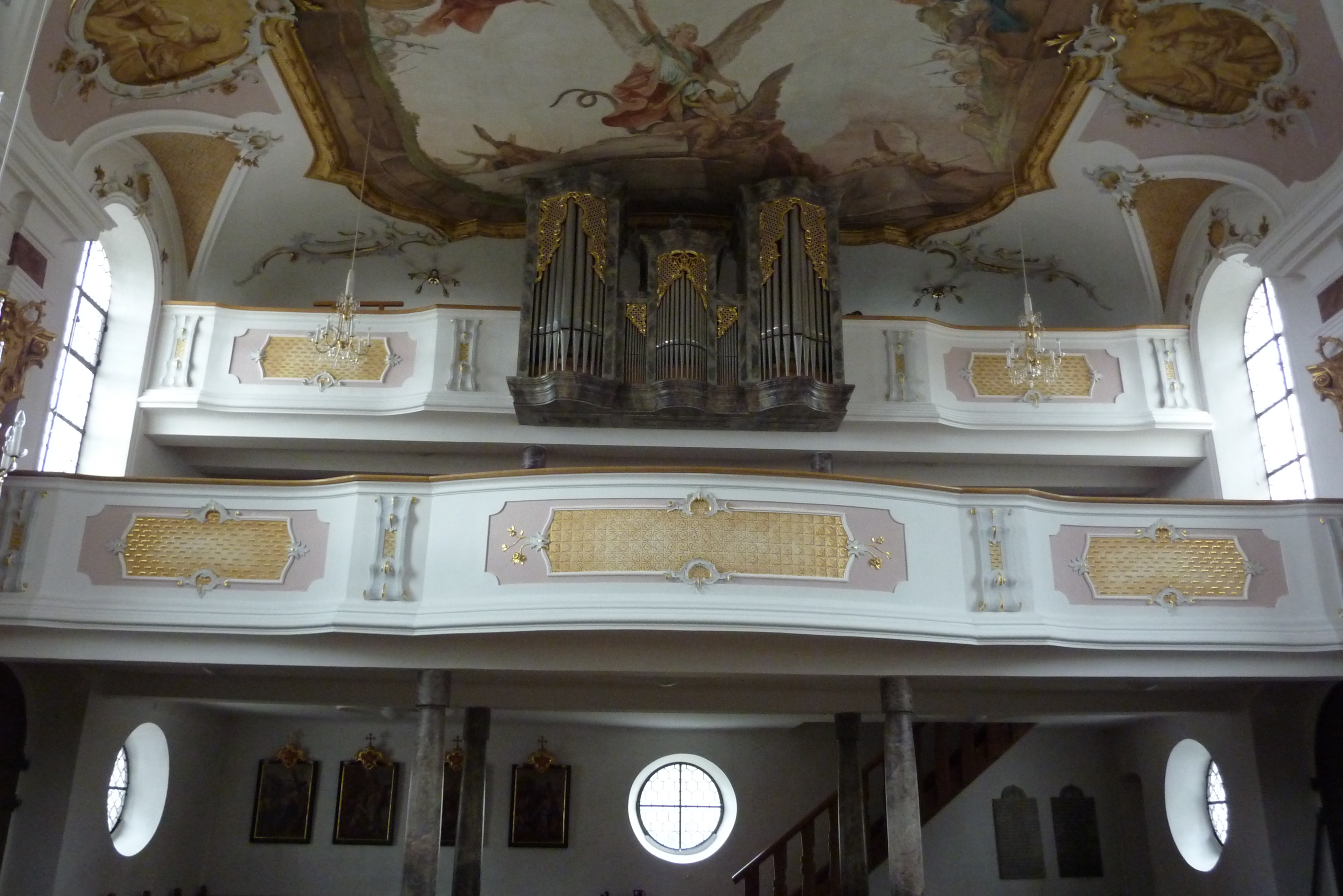
Doppelempore und Orgel

In das barocke Orgelgehäuse, an dem sich Schnitzereien von Johann Michael Fischer erhalten haben, wurde 1982 eine neue Orgel von der Firma Sandtner eingebaut.